# Ман Рей
Ман Рей (на английски: Man Ray) е американски фотограф, работил през голяма част от живота си във Франция, сред най-известните представители на художествената фотография в света.

## Биография
Ман Рей е роден като Емануел Радницки на 27 август 1890 година във Филаделфия в еврейско семейството на шивач, емигрирал от Руската империя. Завършва Академията за изящни изкуства в Ню Йорк. Кариерата му започва като топограф и графичен дизайнер. През 1911 г. се занимава с живопис и скулптура и поддържа тесни връзки с европейския авангард. Четири години по-късно вече работи като фотограф на свободна практика. През 1917 г. става един от основателите на нюйоркската група на дадаистите.
През 1921 г. заминава за Париж, където работи като професионален моден и портретен фотограф и става известен със снимките си на известни личности като Андре Бретон, Джеймс Джойс, Арнолд Шьонберг, Константин Брънкуш, Пикасо, Матис и други.
През 1940 г. се връща в Съединените щати и се установява в Холивуд, където преподава живопис и фотография. През 1951 г. се завръща в Париж и остава там до смъртта си на 18 ноември 1976 г.
Ман Рей се смята за един от пионерите на съвременната фотография. Заедно с Лий Милър разработва процеса на соларизация и го използва предимно в портрети, но и също и в актова фотография. Неговите „рейографии“ имат съществен принос за развитието на фотографията без фотоапарат.

## Галерия
- Портрети
- Портрет на Уилям Зорак, ок. 1917
- Портрет на Ерик Сати, ок. 1921
- Портрет на Арнолд Шьонберг, 1927

## Избрана библиография
- Man Ray and Tristan Tzara (1922). Champs délicieux: album de photographies. Paris: [Société générale d'imprimerie et d'édition].
- Man Ray (1926). Revolving doors, 1916 – 1917: 10 planches. Paris: Éditions Surrealistes.
- Man Ray (1934). Man Ray: photographs, 1920 – 1934, Paris. Hartford, Connecticut: James Thrall Soby.
- Éluard, Paul, and Man Ray (1935). Facile. Paris: Éditions G.L.M.
- Man Ray and André Breton (1937). La photographie n'est pas l'art. Paris: Éditions G.L.M.
- Man Ray and Paul Éluard (1937). Les mains libres: dessins. Paris: Éditions Jeanne Bucher.
- Man Ray (1948). Alphabet for adults. Beverly Hills, California: Copley Galleries.
- Man Ray (1963). Self portrait. London: Andre Deutsch.
- Man Ray and L. Fritz Gruber (1963). Portraits. Gütersloh, Germany: Sigbert Mohn Verlag.